# Agyneta lila
Agyneta lila är en spindelart som först beskrevs av Wilhelm Dönitz och Embrik Strand 1906.  Agyneta lila ingår i släktet Agyneta och familjen täckvävarspindlar. Inga underarter finns listade i Catalogue of Life.